# Клейн, Крис (футболист)
Крис Клейн (англ. Chris Klein; родился 4 января 1976 года в городе Сент-Луис, США) — американский футболист, полузащитник известный по выступлениям за «Канзас-Сити Уизардс», «Лос-Анджелес Гэлакси» и сборной США.

## Клубная карьера
Клейн начал заниматься футболом во время обучения в Индианском университете, он выступал за команду учебного заведения.
В 1998 году Крис был выбран на драфте клубом «Канзас-Сити Уизардс». В том же году он дебютировал в MLS и постепенно завоевал место в стартовом составе. Начиная со второго сезона Клейн стал одним из лидеров команды и командообразующим футболистов «волшебников». В 2000 году Крис завоевал Кубок MLS, а также стал обладателем MLS Supporters' Shield. В 2004 он помог команде выиграть Кубок Ламара Ханта.
В 2006 году Крис покинул «Уизардс» и два года выступал за «Реал Солт-Лейк». В 2007 году Клейн перешёл в «Лос-Анджелес Гэлакси». За новую команду он сыграл более 100 матчей во всех турнирах и во второй раз стал обладателем MLS Supporters' Shield. В 2010 году Клей завершил карьеру и некоторое время работал в должности президента «Гэлакси».

## Международная карьера
25 октября 2000 года в товарищеском матче против сборной Мексики Клейн дебютировал за сборную США. 19 января 2003 года в поединке против сборной Канады он забил свой первый гол за национальную команду. В том же году Крис в составе национальной команды принял участие в Кубке Конфедераций. На турнире он сыграл в матче против сборной Бразилии.

### Голы за сборную США
| № | Дата            | Место                              | Противник      | Счёт | Результат | Соревнование      |
| - | --------------- | ---------------------------------- | -------------- | ---- | --------- | ----------------- |
| 1 | 19 января 2003  | Локхарт, Форт-Лодердейл, США       | Канады         | 3:0  | 4:0       | Товарищеский матч |
| 2 | 8 июня 2003     | Индепенденс Парк, Кингстон, Ямайка | Ямайка         | 0:1  | 1:2       | Товарищеский матч |
| 3 | 4 июня 2003     | Сити стэдиум, Ричмонд, США         | Новая Зеландия | 2:1  | 2:1       | Товарищеский матч |
| 4 | 29 января 2006  | Стабхаб Сентер, Лос-Анджелес, США  | Норвегия       | 5:0  | 5:0       | Товарищеский матч |
| 5 | 19 февраля 2006 | Тойота Стэдиум, Техас, США         | Гватемала      | 4:0  | 4:0       | Товарищеский матч |

## Достижения
Командные
 «Канзас-Сити Уизардс»
- Обладатель Кубка MLS — 2000
- Обладатель MLS Supporters' Shield — 2000
- Обладатель Кубка Ламара Ханта — 2004

 «Лос-Анджелес Гэлакси»
- Обладатель MLS Supporters' Shield — 2010